# 澳門藝術博物館

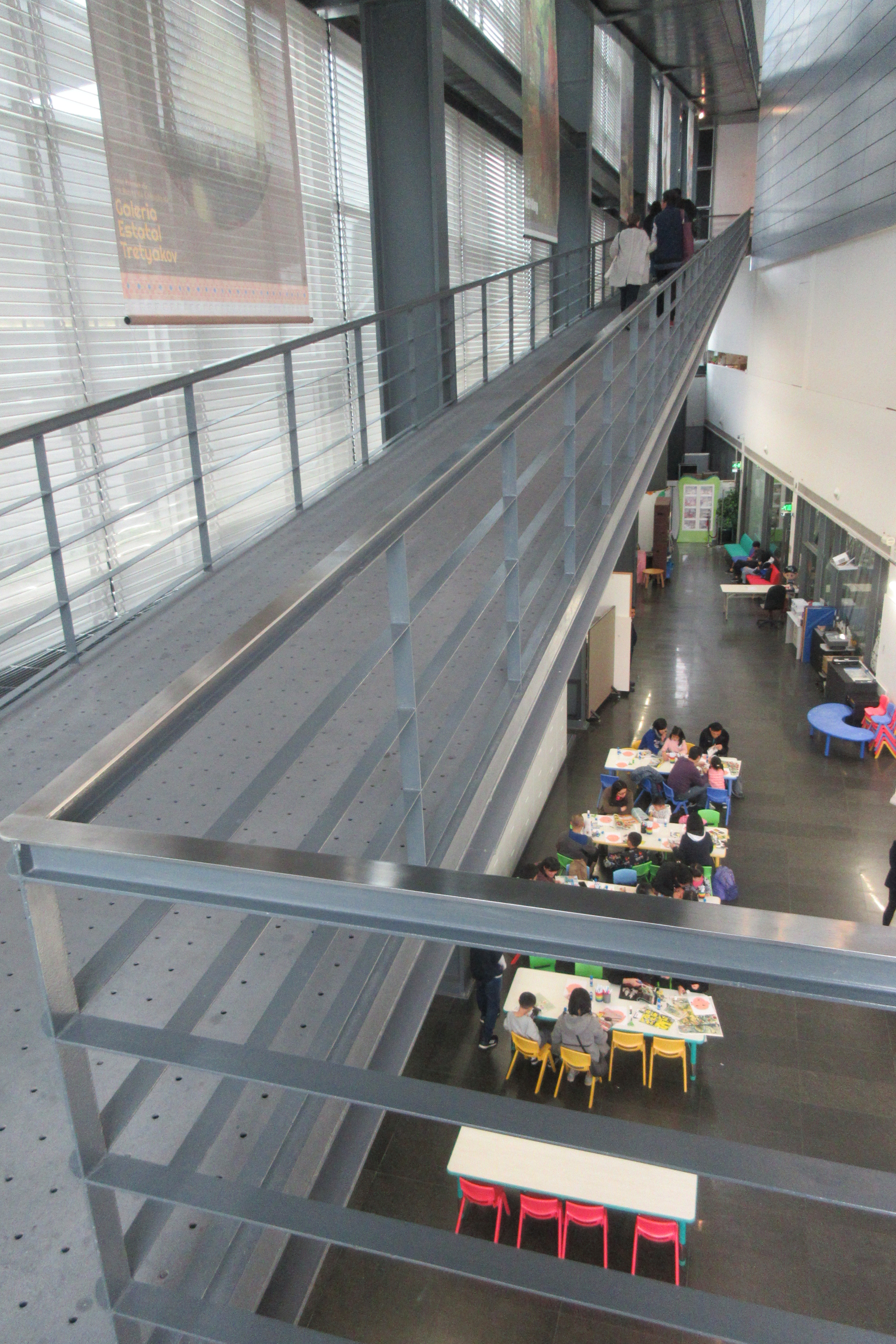
博物館的空中步道

澳門藝術博物館（葡萄牙語：Museu de Arte de Macau），是位於澳門新口岸冼星海大馬路澳門文化中心的博物館，與澳門文化中心共同組成文化地標性建築物。澳門藝術博物館於1999年3月19日啟用，成為澳門規模最大的文物藝術類博物館，佔地總面積達10192平方米，展覽面積則近4000平方米。在行政上隸屬於澳門文化局。

## 展覽館
澳門藝術博物館樓高5層，館內有各類展覽空間：四樓以展出中國傳統藝術為主、三樓主要展出藝博館館藏、二樓設有大型專題展覽廳。另外澳門藝術博物館亦定期與其他國家地區的文化機構或藝術家合作，舉辦不同類型的交流展覽和舉行專題展覽。

### 展品
澳門藝術博物館的館藏主要來自昔日澳門之賈梅士博物院，其他則來自博物館經年之的徵集與收購。館藏有、明清廣東書畫、廣東名家篆刻、石灣陶瓷和人物陶塑、19世紀的歷史繪畫和澳門現代的各種藝術作品等。

## 其他設施

### 零層工作室
澳門藝術博物館還設有工作坊空間，舉辦多種藝術活動與兒童藝術班等活動，讓感興趣人士參與。

### 演講廳
藝博館演講廳可容納108人，備有各種演講及多媒體設備，適合舉辦研討會、講座、錄像欣賞等活動。

### 藝博館禮品店
藝博館禮品店位於藝博館一樓，出售藝博館出版之畫冊、明信片、海報等出版物、具澳門特色的書籍禮品，以及從法國等地引進的文化藝術產品，並設上海博物館禮品專櫃。

### 故宮文創館
為加強北京與澳門兩地文化交流、弘揚祖國文化並促進博物館文化產業發展，北京故宮博物院轄下文化服務中心與澳門民政總署轄下澳門藝術博物館於澳門文化中心澳門藝術博物館地下設立“故宮文創館”，於2005年12月正式開幕。該禮品專門店面積為65平方米，出售多項精美紀念品，包括瓷器、高仿書畫、工藝品、絲綢織綉、圖書與紀念品等超過300多項。

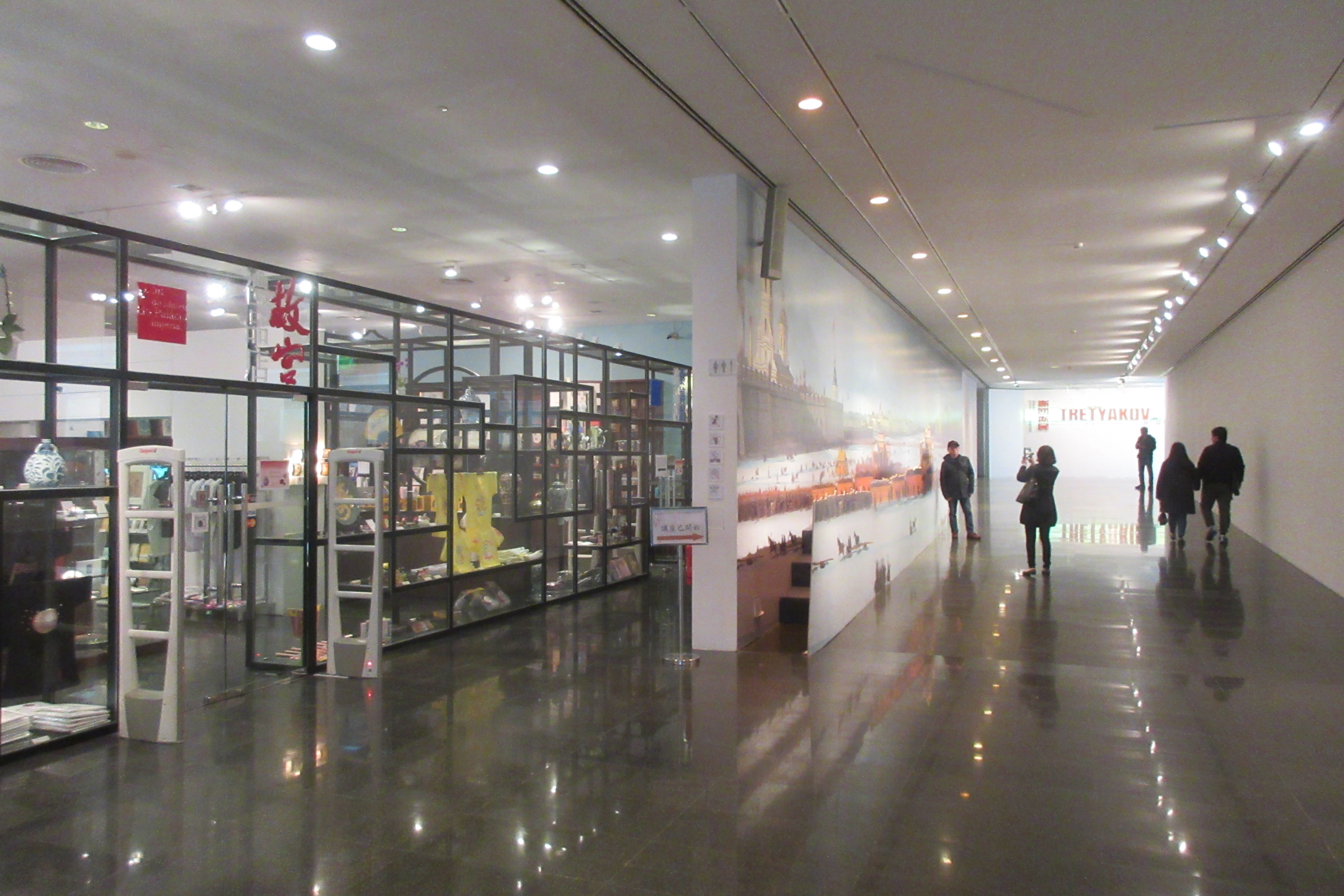
1樓藝博館禮品店
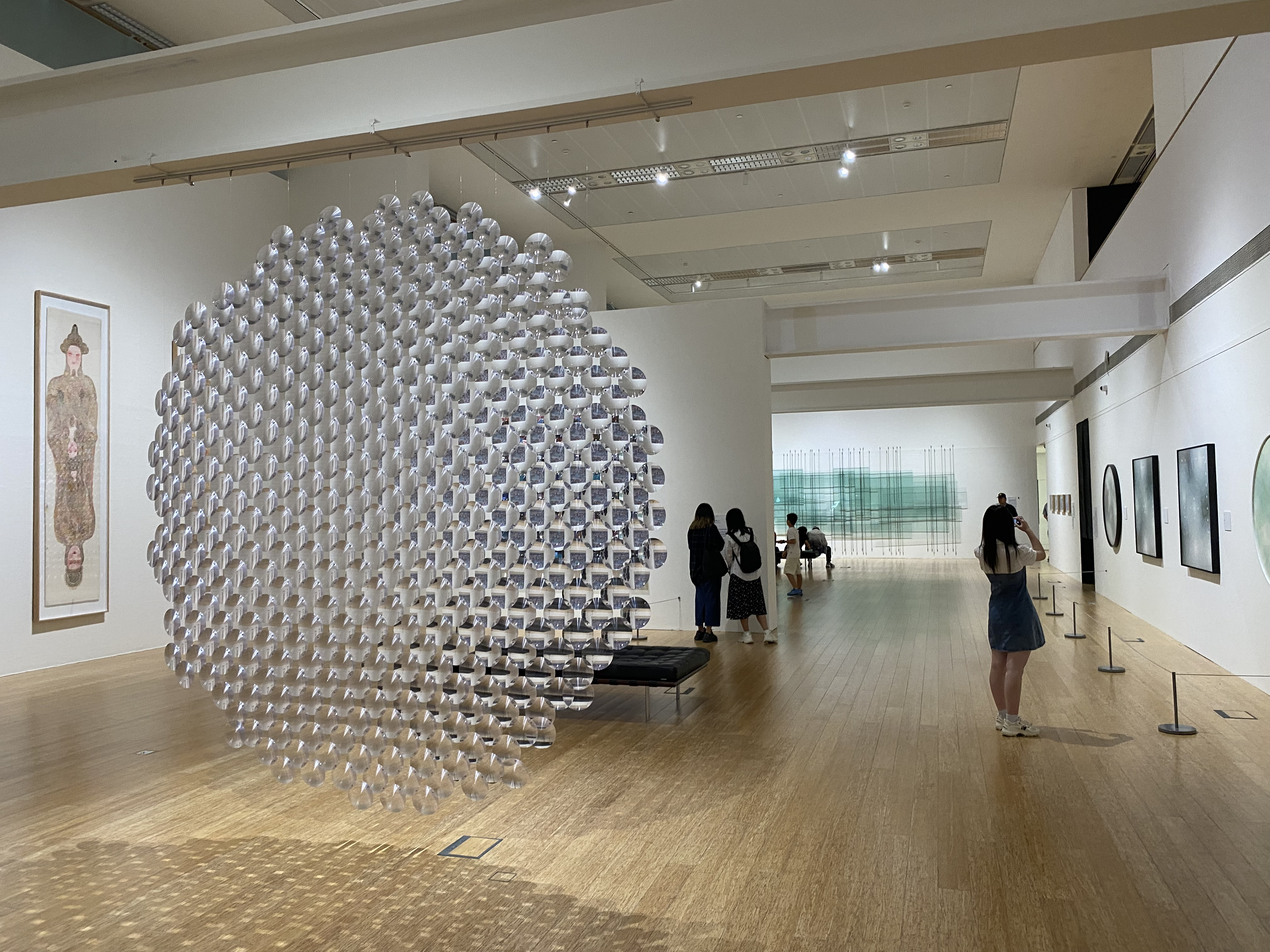
2樓大型專題展覽廳
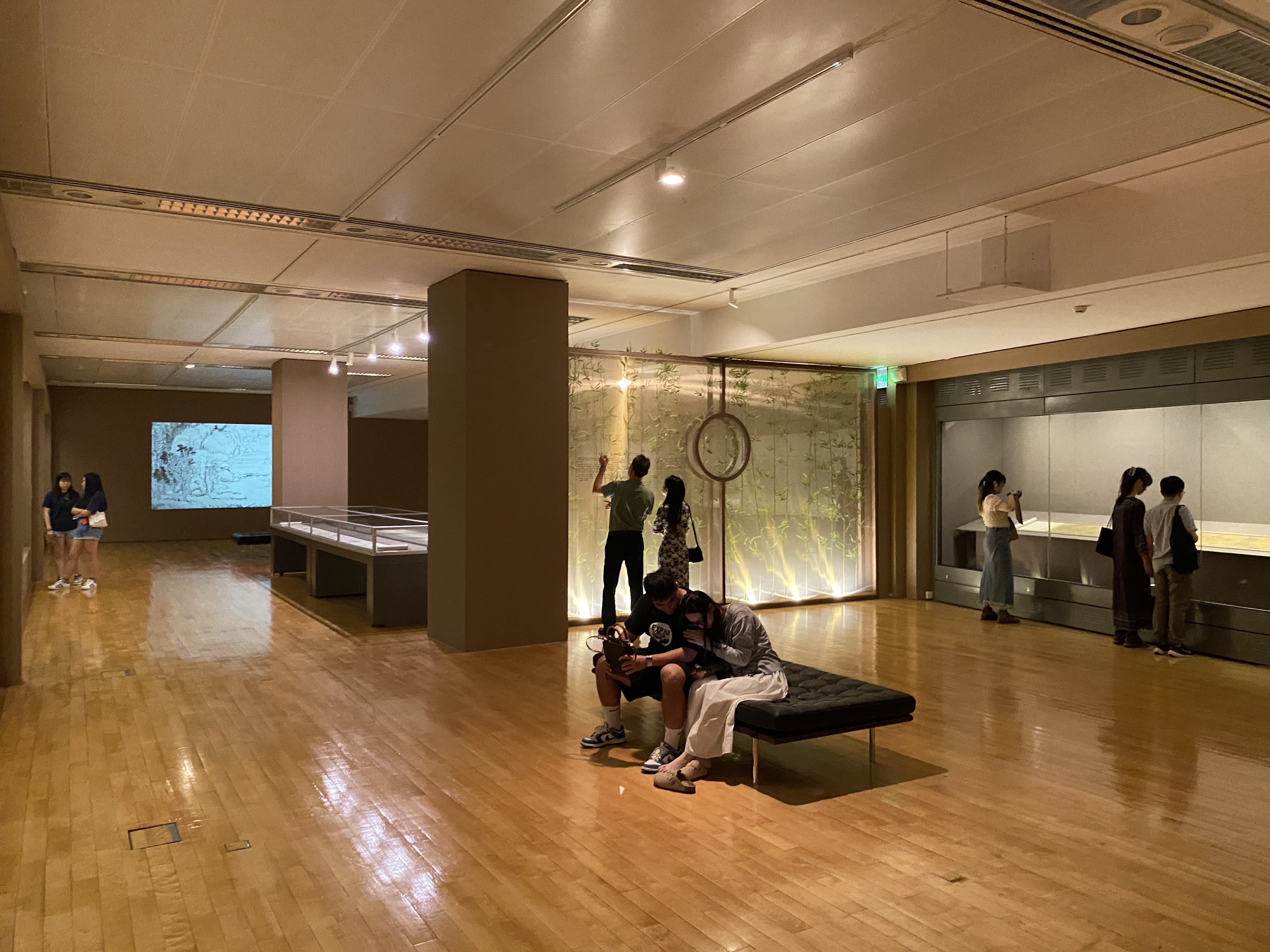
展覽廳內貌
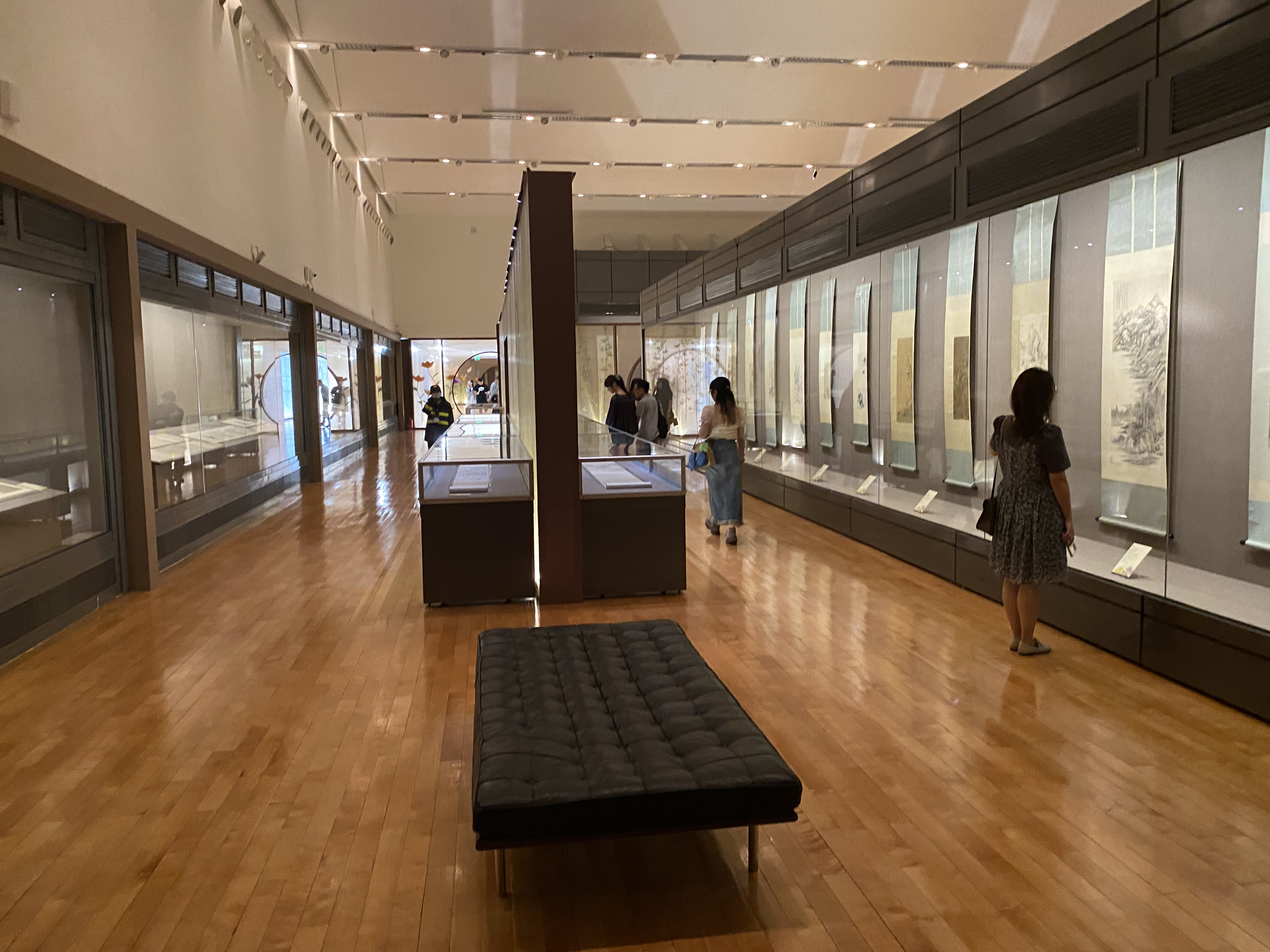
4樓展出中國傳統藝術為主

## 基本資訊

### 開放時間
- 10:00 - 19:00（逢星期一休館，澳門公眾假期照常開放）
- 18:30禁止入場

### 入場費
| 門票類型 | 票價 | 免費 |

## 外部連結
- 澳門藝術博物館（官方） （页面存档备份，存于）